# Вілмер Еллісон
Вілмер Еллісон (англ. Wilmer Allison; 8 грудня 1904 — 20 квітня 1977) — колишній американський тенісист.
Найвищу одиночну позицію світового рейтингу — 4 місце досяг 1935 року (за даними А. Волліса Маєрса).
Перемагав на турнірах Великого шолома в одиночному, парному та змішаному парному розрядах.
Завершив кар'єру 1941 року.

## Фінали турнірів Великого шолома

### Одиночний розряд (1–2)
| Результат | Рік  | Турнір                     | Покриття | Суперник    | Рахунок                 |
| --------- | ---- | -------------------------- | -------- | ----------- | ----------------------- |
| Поразка   | 1930 | Вімблдонський турнір       | Трава    | Білл Тілден | 3–6, 7–9, 4–6           |
| Поразка   | 1934 | Національний чемпіонат США | Трава    | Фред Перрі  | 4–6, 3–6, 6–3, 6–1, 6–8 |
| Перемога  | 1935 | Національний чемпіонат США | Трава    | Сідні Вуд   | 6–2, 6–2, 6–3           |

### Парний розряд (4–5)
| Результат | Рік  | Турнір                     | Покриття | Партнер      | Суперники                             | Рахунок                   |
| --------- | ---- | -------------------------- | -------- | ------------ | ------------------------------------- | ------------------------- |
| Перемога  | 1929 | Вімблдонський турнір       | Трава    | Джон Ван Рин | Ієн Коллінз Колін Ґреґорі             | 6–4, 5–7, 6–3, 10–12, 6–4 |
| Перемога  | 1930 | Вімблдонський турнір       | Трава    | Джон Ван Рин | Джон Доуґ Джордж Лот                  | 6–3, 6–3, 6–2             |
| Поразка   | 1930 | Національний чемпіонат США | Трава    | Джон Ван Рин | Джон Доуґ Джордж Лот                  | 6–8, 3–6, 6–3, 15–13, 4–6 |
| Перемога  | 1931 | Національний чемпіонат США | Трава    | Джон Ван Рин | Берклі Белл Ґреґорі Менґін            | 6–4, 6–3, 6–2             |
| Поразка   | 1932 | Національний чемпіонат США | Трава    | Джон Ван Рин | Кейт Ґледгілл Елсворт Вайнс           | 4–6, 3–6, 2–6             |
| Поразка   | 1934 | Національний чемпіонат США | Трава    | Джон Ван Рин | Джордж Лот Лестер Стоуфен             | 4–6, 7–9, 6–3, 4–6        |
| Поразка   | 1935 | Вімблдонський турнір       | Трава    | Джон Ван Рин | Джек Кроуфорд (тенісист) Адріан Квіст | 3–6, 7–5, 2–6, 7–5, 5–7   |
| Перемога  | 1935 | Національний чемпіонат США | Трава    | Джон Ван Рин | Дон Бадж Джин Мако                    | 6–2, 6–3, 2–6, 3–6, 6–1   |
| Поразка   | 1936 | Національний чемпіонат США | Трава    | Джон Ван Рин | Дон Бадж Джин Мако                    | 4–6, 2–6, 4–6             |

### Мікст (1–1)
| Результат | Рік  | Турнір                     | Покриття | Партнер            | Суперники                    | Рахунок  |
| --------- | ---- | -------------------------- | -------- | ------------------ | ---------------------------- | -------- |
| Перемога  | 1930 | Національний чемпіонат США | Трава    | Едіт Кросс         | Марджорі Моррілл Френк Шилдс | 6–4, 6–4 |
| Поразка   | 1931 | Національний чемпіонат США | Трава    | Енн Макк'юн Гарпер | Бетті Натголл Джордж Лотт    | 3–6, 3–6 |